# Nemastomella bacillifera carbonaria
Nemastomella bacillifera carbonaria is een hooiwagen uit de familie aardhooiwagens (Nemastomatidae).
De originele naamcombinatie (protoniem) was Nemastoma carbonarium Simon 1907. Een volgende naamrecombinatie werd gepubliceerd als Nemastomella bacillifera carbonaria (Simon 1907) in Prieto 2003.